# 橘はるか
橘 はるか（たちばな はるか、1996年5月3日 - ）は、日本の女性アイドル、タレント。女性アイドルグループ・Ange☆Reveの元メンバー、Jewel☆Rougeの元期間限定メンバー、PUNKY RAD PINKの元メンバー、酔生夢死の元メンバー。2024年3月に恋羽咲 るるから橘はるかに改名。埼玉県出身。

## 略歴
2014年、ArcJewel「第3のDOLLオーディション」に合格。同年4月6日、日本青年館でAnge☆Reveとしてお披露目。
2017年8月5日、TOKYO IDOL FESTIVALの「ミュ〜コミ+プラスしゃべれる女王決定戦2017」に優勝、「ミュ〜コミ+プラス」（ニッポン放送）の9月水曜マンスリーアシスタントとして出演。
2018年1月7日、「Jewel Beat!! 2018 〜Happy New Year!! SP〜」（新宿BLAZE）にて、Ange☆Reveを卒業することを発表。3月11日に吉祥寺CLUB SEATAで卒業ライブを行った。
2018年5月、「ダンスライン♪TOKYO」にて初舞台。
2018年6月30日、Jewel☆Rougeに期間限定サポートメンバーとして加入することを発表。初ステージは7月7日の「アイドル横丁夏まつり!!〜2018〜」となる。2019年3月7日、Jewel☆Rougeサポート期間終了。
2019年5月30日、自身のバースデーライブで初のオリジナル曲「君と雨のアクアリウム」を披露。
2020年9月1日、PUNKY RAD PINKのメンバーとして加入。橘はるか改めLULUに改名。2021年12月14日、PUNKY RAD PINKを卒業。
2022年1月1日、酔生夢死の加入を発表。LULU改め恋羽咲るるに改名。2024年3月、現体制終了。
2024年3月、Jewel☆Gardenに初期メンバーとして参加。恋羽咲るる改め橘はるかに改名。2024年8月、Jewel☆Gardenでの活動を終了。

## 人物
- 祖母と一緒に見ていたテレビ番組でキャンディーズを知り、アイドルというジャンルに興味をもつようになる[8]。そのため、昭和歌謡にも詳しく、2016年9月より「昭和アイドルアーカイブス」の司会を担当している[9]。

- Ange☆Reve加入前よりパニック障害を患っており、2017年夏頃よりライブ中の激しい照明に恐怖感を感じる、遠征に参加できない、新幹線など長距離移動すると発作が起こるといった症状が現れ、活動を継続することが難しいと判断、卒業を決意した[10]。

## 作品
「昭和アイドルアーカイブス」オリジナルレコード（LP盤）制作プロジェクト

## 出演

### ラジオ
- ミュ〜コミ+プラス（ニッポン放送） - 2017年9月水曜マンスリーアシスタント
- アイドルジェネレーション（ラジオNIKKEI第1放送、2018年1月27日 - 2019年3月30日）※同名のイベントのMCも務める
- 天使のラジオ 〜橘はるかのしゃべるるる〜（ラジオNIKKEI第1放送、2018年2月1日 - 3月29日 ）

### イベント
- 昭和アイドルアーカイブス（楽器カフェ、2016年9月26日 - ）

### 舞台
- アリスインプロジェクト「ダンスライン♪TOKYO[11]」（2018年5月9日 - 13日、六行会ホール） - 北野苺/南田梨花 二役
- アリスインプロジェクト「降臨Hearts[12]」（2018年7月11日 - 16日、新宿村LIVE） - 西郷あきら 役
- 五反田タイガー「Casket～深海から見える星～[13]」（2018年9月12日 - 17日、青山一丁目・草月ホール） - タイちゃん 役
- アリスインプロジェクト「クォンタムメモリーズ[14]」（2018年10月3日 - 8日、新宿村LIVE） - 巴 役
- アリスインプロジェクト「アイガク2019[15]」（2019年3月19日 - 27日、池袋・シアターKASSAI） - アルバ 役
- アリスインプロジェクト「降臨Hearts&Soul[16]」（2019年4月25日 - 5月6日、池袋・シアターKASSAI） - 高杉しずか 役
- ZeroProject「小公女セーラ[17]」（2019年11月20日 - 24日、駒込・滝野川会館） - アーメンガード 役
- ファーストピック×アリスインプロジェクト「ワタシタチのキョリ[18]」（2021年6月3日 - 6日、新宿村LIVE） - 早田ケイ 役[19]
- Studio K'z×アリスインプロジェクト「終わらない歌を少女はうたう～エターナルメロディー2024～[20]」（2024年9月19日 - 23日、シアター風姿花伝） - 野見山真琴 役[21]